# Kluki (gemeente)
De gemeente Kluki is een landgemeente in het Poolse woiwodschap Łódź, in powiat Bełchatowski.
De zetel van de gemeente is in Kluki.
Op 30 juni 2004 telde de gemeente 3822 inwoners.

## Oppervlakte gegevens
In 2002 bedroeg de totale oppervlakte van gemeente Kluki 118,5 km², waarvan:
- agrarisch gebied: 43%
- bossen: 47%

De gemeente beslaat 12,23% van de totale oppervlakte van de powiat.

## Demografie
Stand op 30 juni 2004:
| Omschrijving                   | Totaal | Totaal | Vrouwen | Vrouwen | Mannen | Mannen |
| ------------------------------ | ------ | ------ | ------- | ------- | ------ | ------ |
| eenheid                        | aantal | %      | aantal  | %       | aantal | %      |
| inwoners                       | 3822   | 100    | 1956    | 51,2    | 1866   | 48,8   |
| bevolkingsdichtheid (inw./km²) | 32,3   | 32,3   | 16,5    | 16,5    | 15,7   | 15,7   |

In 2002 bedroeg het gemiddelde inkomen per inwoner 1536,97 zł.

## Administratieve plaatsen (sołectwo)
Cisza, Imielnia, Kaszewice, Kluki, Kuźnica Kaszewska, Nowy Janów, Osina, Parzno, Roździn, Strzyżewice, Ścichawa, Trząs, Wierzchy Kluckie, Zarzecze, Żar, Żelichów.

## Overige plaatsen
Bożydar, Chmielowiec, Grobla, Huta Strzyżewska, Kaszewice-Kolonia, Laski, Lesisko, Niwisko, Ojszczywilk, Podścichawa, Podwierzchowiec, Podwódka, Pólko, Sadulaki, Słupia, Teofilów, Wierzchowiec, Wierzchy Parzeńskie.

## Aangrenzende gemeenten
Bełchatów, Kleszczów, Szczerców, Zelów